# Rhexipanchax lamberti
Rhexipanchax lamberti är en fiskart som först beskrevs av Jacques Daget 1962.  Rhexipanchax lamberti ingår i släktet Rhexipanchax och familjen Poeciliidae. IUCN kategoriserar arten globalt som sårbar. Inga underarter finns listade i Catalogue of Life.